# Wendy Hayes
Wendy Hayes (verheiratete Ey; * 21. Mai 1938; † 30. Mai 1997) war eine australische Sprinterin und Hürdenläuferin.
Bei den British Empire and Commonwealth Games 1958 in Cardiff wurde sie Fünfte über 80 m Hürden und gewann Silber mit der australischen 4-mal-110-Yards-Stafette.
1956 wurde sie Australische Meisterin über 100 Yards.
Nach ihrer sportlichen Karriere wurde sie Sportwissenschaftlerin. Im Alter von 59 Jahren erlag sie einem Brustkrebsleiden.

## Persönliche Bestzeiten
- 100 Yards: 10,4 s, 20. März 1958, Sydney (entspricht 11,5 s über 100 m)
- 220 Yards: 24,0 s, 27. Februar 1960, Melbourne (entspricht 23,9 s über 200 m)
- 80 m Hürden: 11,0 s, 8. Februar 1958, Adelaide